# Ганс Реє
Ганс Реє (15 вересня 1944, Амстердам) – нідерландський шахіст і журналіст, гросмейстер від 1980 року.

## Шахова кар'єра

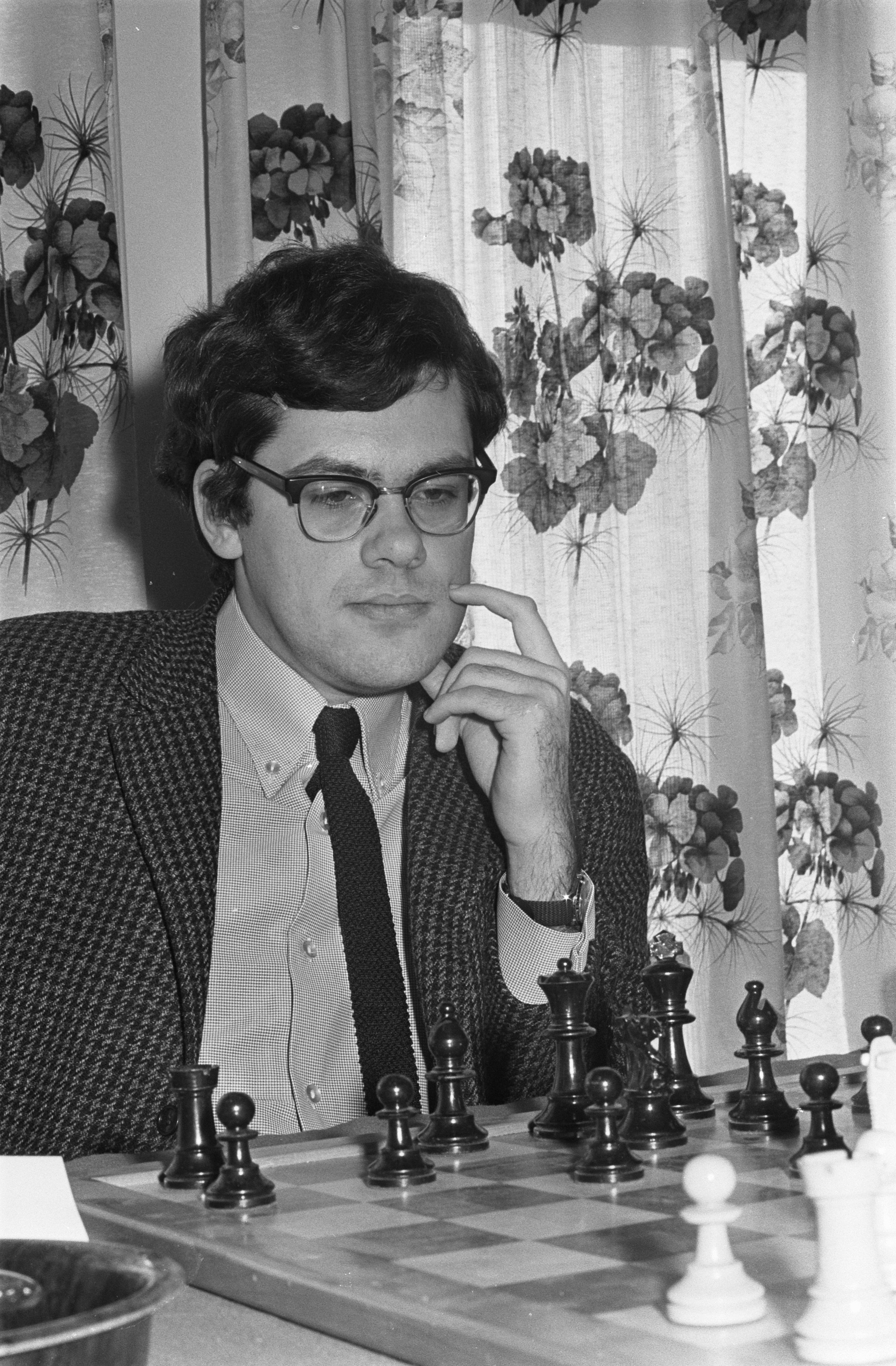
Ганс Реє, 1968

Перших своїх успіхів у шахах досягнув у 1961 i 1962 роках, двічі здобувши золоту медаль на чемпіонаті Нідерландів серед юнаків. У другій половині 1960-х вже належав до провідних шахістів країни і впродовж наступних двадцяти років виступав за збірну. 1967 року здобув перше звання чемпіона Нідерландів, а потім ще три в 1969, 1971 i 1982 роках. Між 1966 і 1984 роками взяв участь у 10-ти шахових олімпіадах, двічі завойовував нагороди: срібну в командному заліку 1976 року, а також бронзову в особистому заліку 1966 року (на 5-й шахівниці). Двічі представляв кольори національної збірної на командному чемпіонаті Європи (1965, 1983).
Двічі поділив 1-ше місце на чемпіонаті Європи серед юнаків, який відбувся в Гронінгені (1964/65 разом з Робертом Хюбнером i 1965/1966 разом з Ендрю Вайтелем. 1971 року переміг (разом з Борисом Спаським) у відкритому чемпіонаті Канади у Ванкувері. У 1972 році святкував перемогу в Тунісі, 1977 поділив 1-3-тє  місце в Карловаці, 1979 переміг у Граці, 1980 на турнірі IBM-B (разом з Вольфгангом Унцікером), крім того 1987 року поділив 1-ше місце в Тер Апелі (разом з Джоном Ван дер Вілем i Еріком Лоброном).
Найвищий рейтинг Ело в кар'єрі мав станом на 1 січня 1980 року, досягнувши 2520 пунктів ділив тоді 62-70-е місце в світовій класифікації ФІДЕ, водночас посідав 3-тє місце (позаду Яна Тіммана i Геннадія Сосонко) серед нідерландських шахістів.

## Видавнича діяльність
Редактор нідерландської газети NRC Handelsblad, у якій веде шахову колонку. Співпрацює також з журналами New In Chess і Chess Cafe. 1999 року видав книгу The Human Comedy of Chess: A Grandmaster's Chronicles (Russel Enterprises, ISBN 1-888690-06-2).

## Зміни рейтингу
| На цьому місці має відображатися графік чи діаграма, однак з технічних причин його відображення наразі вимкнено. Будь ласка, не видаляйте код, який викликає це повідомлення. Розробники вже працюють для того, щоби відновити штатне функціонування цього графіка або діаграми. | |
| | На цьому місці має відображатися графік чи діаграма, однак з технічних причин його відображення наразі вимкнено. Будь ласка, не видаляйте код, який викликає це повідомлення. Розробники вже працюють для того, щоби відновити штатне функціонування цього графіка або діаграми. |